# 1957 au Canada
Pour un article plus général, voir Chronologie du Canada.
Cet article traite des événements qui se sont produits durant l'année 1957 au Canada.

## Événements

### Politique

Élection fédérale au Canada en 1957.

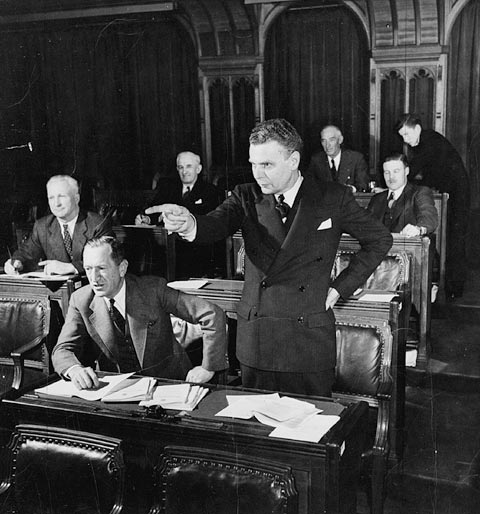
John George Diefenbaker

- Le Canada repousse l’idée d’une union douanière avec la Grande-Bretagne.
- 17 janvier : le Canada prend possession de son premier porte-avions, le « Bonaventure ».
- 25 janvier : fondation de l'Alliance laurentienne qui est le premier mouvement souverainiste du Québec.
- 7 février : la reine Élisabeth II accorde les Armoiries des Territoires du Nord-Ouest.
- 10 avril : création d'un régime national d'assurance-hospitalisation prévoyant des coûts partagés entre le fédéral et les provinces.
- 10 juin : élection fédérale canadienne de 1957 : John Diefenbaker, chef du Parti progressiste-conservateur, devient premier ministre du Canada ; il demeure en poste jusqu'en 1963.
- 1er août : création du Commandement de la défense aérospatiale de l'Amérique du Nord. Mise en service des stations de radar de la Ligne DEW durant la même année.
- 12 octobre : 
  - Visite royale de la reine Élisabeth II et du prince Philip à Ottawa et Hull (jusqu'au 16 octobre).
  - le prix Nobel de la paix est attribué à Lester B. Pearson, futur premier ministre du Canada.
- 28 octobre : élection de Sarto Fournier à la mairie de Montréal.

### Justice
- Janvier : arrestation de Peter Woodcock pour les meurtres de trois enfants.
- Juillet : fondation du mouvement Mouvement Pugwash à Pugwash en Nouvelle-Écosse.
- 16 août : abolition de la peine d'emprisonnement pour dettes non-payées.

### Sport

#### Hockey
- Fin de la Saison 1956-1957 de la LNH suivi des Séries éliminatoires de la Coupe Stanley 1957. Les Canadiens de Montréal remportent la Coupe Stanley contre les Bruins de Boston.
- Les Bombers de Flin Flon remportent la Coupe Memorial 1957.
- Début de la Saison 1957-1958 de la LNH.

#### Autre
- Première édition de l'Open du Canada

### Économie
- Grève de Murdochville au Québec.
- Fondation de McCain Foods au Nouveau-Brunswick.
- Fernand Lachance prétend avoir inventé la poutine. D'autres gens prétendent aussi l'avoir inventé à cette époque.

### Science
- Olivia Poole invente le Jolly jumper permettant de suspendre les bébés.
- Mise au pont du compteur de semence Goulden et Mason à Ottawa[1].

### Culture
- Création du Conseil des Arts du Canada.

#### Film
- Il était une chaise

#### Chanson
- Fernand Gignac lance son premier 45 tours.
- 7 août : Paul Anka interprète sa chanson Diana. C'est un immense succès.

#### Télévision
- 23 mai: Début de l'émission pour enfant Bobino avec Guy Sanche.

### Religion
- Fondation de Association of Regular Baptist Churches en Ontario.

### Transport
- 11 août : Écrasement du vol 315 de Maritime Central Airways, faisant la liaison Londres-Toronto, proche de Notre-Dame-du-Sacré-Cœur-d'Issoudun à la suite d'une perte de contrôle dans des conditions météorologiques extrêmes. Les 79 personnes à bord soit 73 passagers et 6 membres de l'équipage sont décédés.

## Naissances
- 22 janvier : Mike Bossy, joueur de hockey sur glace.
- 28 janvier : Roger Valley, homme politique canadien.
- 17 février : Loreena McKennitt, auteur-compositeur-interprète canadienne.
- 27 février: Danny Antonucci,  animateur et réalisateur.
- 10 mars : Shannon Tweed, productrice et actrice.
- 4 mai : Kathy Kreiner, skieuse alpine.
- 14 mai : Gilles Bisson, homme politique franco-ontarien.
- 26 mai : François Legault, homme politique québécois et 32e premier ministre du Québec.
- 24 juin : David Sweet, homme politique fédéral.
- 2 juillet : Bret Hart, catcheur.
- 6 juillet : Ron Duguay, joueur de hockey sur glace.
- 22 juillet : Michèle Dionne, femme du 29e premier ministre du Québec, Jean Charest.
- 11 août : Tony Valeri, politicien canadien.
- 15 août : David Anderson, homme politique de la circonscription fédérale de Cypress Hills—Grasslands.
- 23 août : Georges Farrah, politicien québécois.
- 6 septembre : Michaëlle Jean, gouverneur général du Canada.
- 10 septembre : Darrell Dexter, premier ministre de la Nouvelle-Écosse.
- 3 octobre : Diane Finley, ministre de la Citoyenneté et de l'Immigration du Canada.
- 22 novembre : Glen Clark, premier ministre de la Colombie-Britannique.
- 10 décembre : Nancy Karetak-Lindell, femme politique.
- 12 décembre : Robert Lepage, metteur en scène.
- 20 décembre : Bruce Stanton, homme politique fédéral.
- 22 décembre : Carole James, chef du Nouveau Parti démocratique de la Colombie-Britannique.

## Décès
- 16 janvier : Alexander Cambridge, gouverneur du Canada.
- 2 avril : Arthur Petrie, comédien du burlesque.
- 3 avril : Ned Sparks, acteur.
- 20 juin : William Rowan, ornithologue et éthologue.
- 21 août : Nels Stewart, joueur de hockey sur glace.
- 26 août : Joseph Burr Tyrrell, géologue et historien.
- 10 décembre : Roland Fairbairn McWilliams, lieutenant-gouverneur du Manitoba.
- 29 décembre : Humphrey Thomas Walwyn, gouverneur de Terre-Neuve.